# ハンマリング・オン
ハンマリング・オン（または単にハンマリング）とは弦楽器の演奏技法のひとつで、フレット間の弦を叩いて演奏することである。例えば人指し指で1弦5フレットを押さえてピッキングし薬指で1弦7フレットをハンマリングすると、音程が全音上がるレガートを表現できる。レガートせずに発弦する場合は弦のナット側をミュートしてハンマリングする。
以上から分かるとおりこの奏法はレガートに音程を上げる場合に用いることが多い奏法で、逆に音程を下げる奏法はプリング・オフとなる。またハンマリング・オンとプリング・オフを繰り返すことをトリル、さらにこれらを両手で行うことをタッピング奏法という。